# محوطه اسپی تپه
محوطه اسپی تپه مربوط به دوران پیش از تاریخ ایران باستان است و در شهرستان سمنان، بخش سرخه، روستای لاسجرد واقع شده و این اثر در تاریخ ۱۰ دی ۱۳۸۱ با شمارهٔ ثبت ۶۹۵۶ به‌عنوان یکی از آثار ملی ایران به ثبت رسیده است.